# Aristolòquia clematídia
L'aristolòquia clematídia (Aristolochia clematitis), és una planta amb flors del gènere Aristolochia dins la família de les aristoloquiàcies.
Addicionalment pot rebre els noms de aristolòquia sarmentosa, clematítide, herba de les gotes i herba pudent. També s'han recollit la variant lingüística herba pudenta.

## Descripció

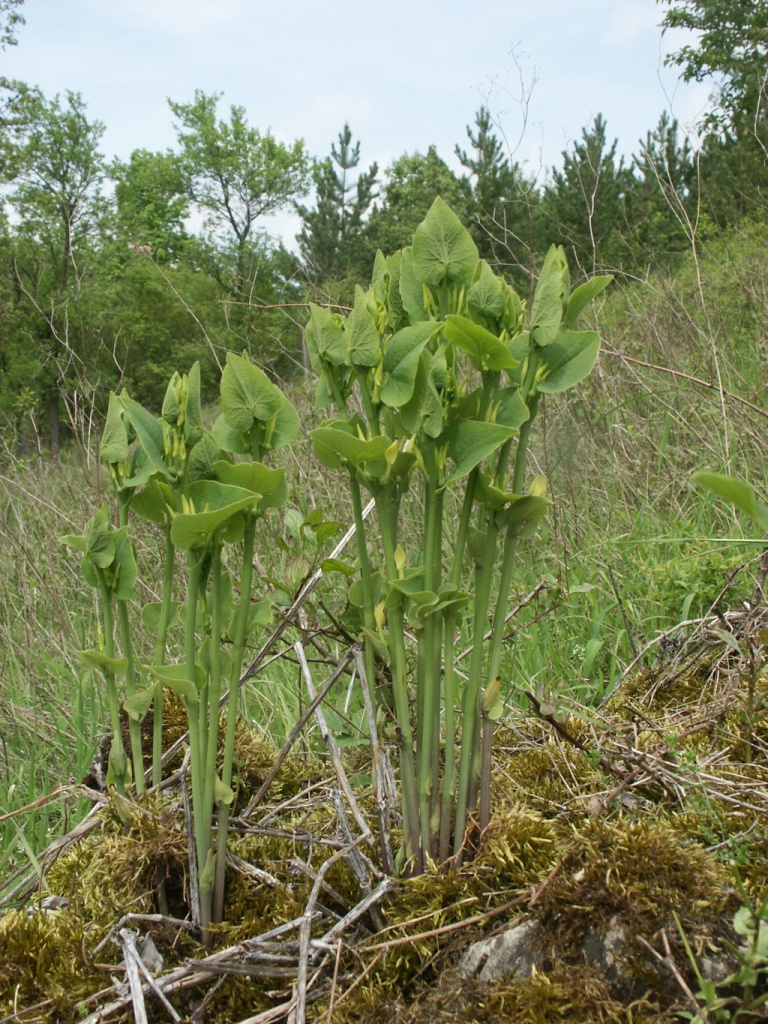
Mates d'aristolòquia sarmentosa

És una planta herbàcia que creix normalment en mates d'una alçada de 30 a 90 cm. De vegades també creix com a planta enfiladissa, cobrint el terra o enfilant-se a una altra mata o arbust. Les arrels són, generalment, tuberoses. Les fulles tenen forma de cor.
Aquesta planta floreix al maig i al juny. Les flors, de color groc pàl·lid, són zigomorfes amb el periant reduït a una sola coberta floral en forma de tub, terminada en una llengüeta.
El fruit és una càpsula verda. A mesura que madura es va tornant més fosca, fins que pren una coloració negra. El seu diàmetre és d'1 a 2 cm i conté moltes llavors. Aquest fruit té alcaloides i essències medicinals i tòxiques, abans molt apreciades.
Tot i que són verinoses, l'eruga de la papallona de les aristolòquies (Zerynthia rumina) es menja les fulles d'aquesta planta.

## Distribució i hàbitat
Aquesta planta és nativa de la major part d'Europa, fins al Caucas.
L'aristolòquia clematídia es troba als erms, a les vores dels camins rurals, als camps abandonats i especialment a les vinyes abandonades.

## Taxonomia
Els següents noms científics són sinònims d'Aristolochia clematitis:
- Aristolochia infesta Salisb.
- Aristolochia longa Georgi
- Aristolochia quadriflora Gueldenst.
- Aristolochia tenuis Houtt.

## Propietats medicinals i toxicitat
Aquesta planta es cultivava abans, car es feia servir com a planta remeiera en la medicina tradicional casolana, sobretot a la zona dels Balcans i a l'Europa oriental. Per aquesta raó, encara es troba assilvestrada en llocs fora de la seva àrea de distribució natural, com a relíquies d'antics conreus.
Tot i les seves propietats medicinals contra el reuma, l'artritis, la dismenorrea i l'esterilitat, i també com a diürètica i analgèsica, és una planta molt tòxica que pot provocar traumatismes renals severíssims. Estudis recents a Bèlgica, on es feia servir per tractar l'obesitat, han confirmat la perillositat d'aquesta planta si no s'utilitza amb molta cura. Extractes d'aquesta planta també es fan servir en homeopatia.

## Galeria

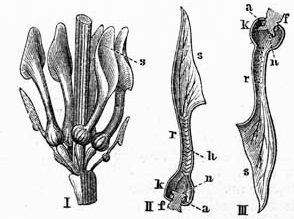
Dibuix de les flors del 1888
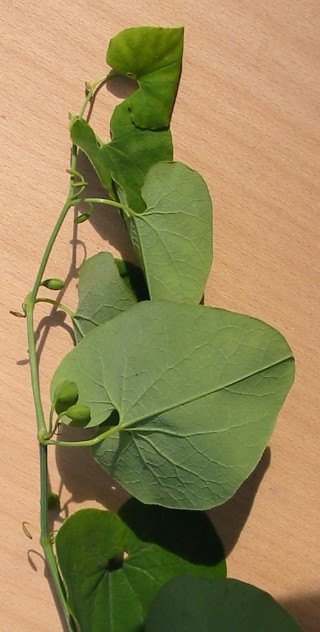
Fulles
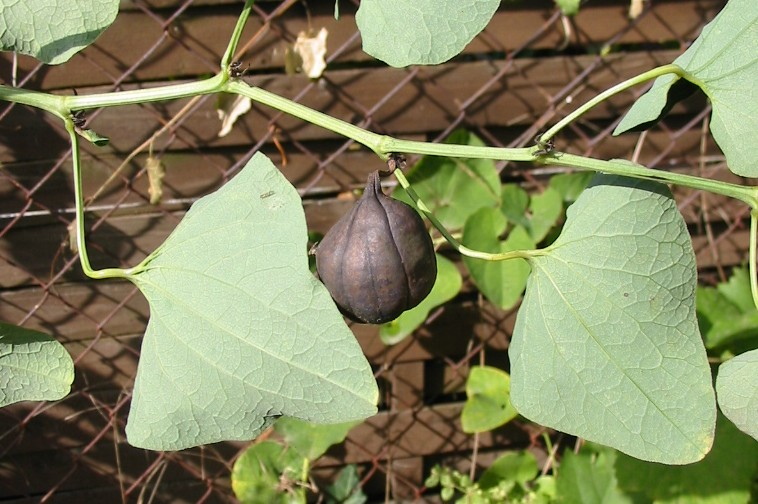
Fruit madur
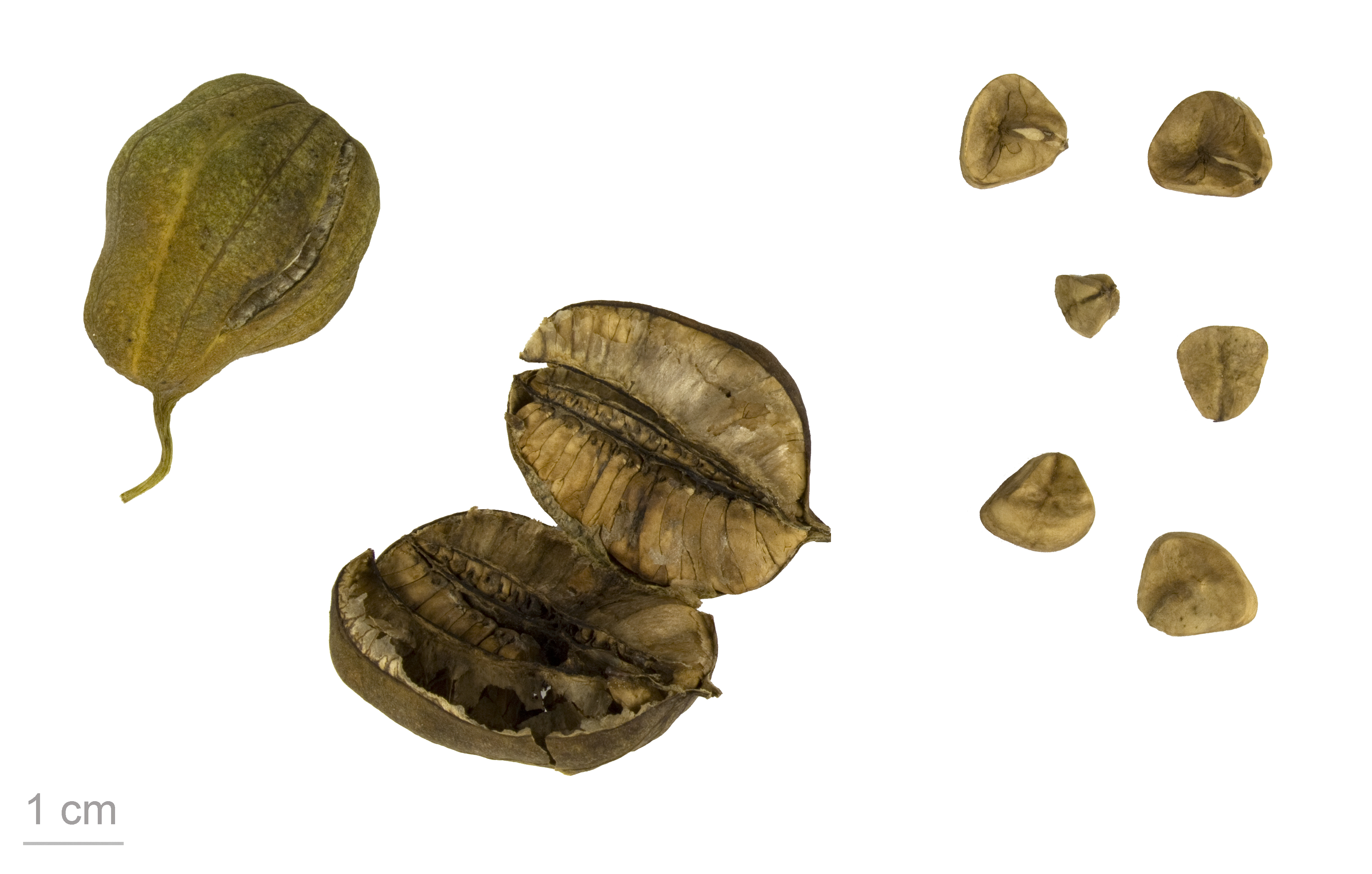
Aristolochia clematitis

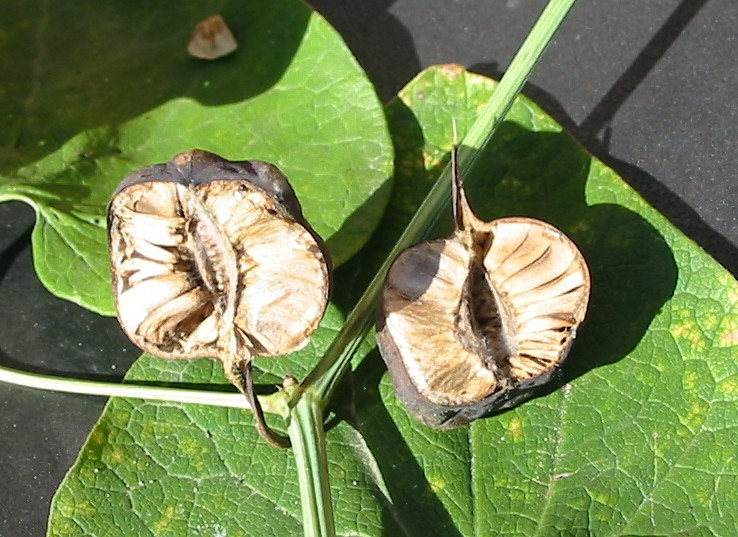
Fruit obert
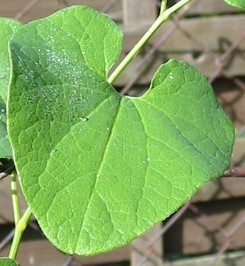
Fulla
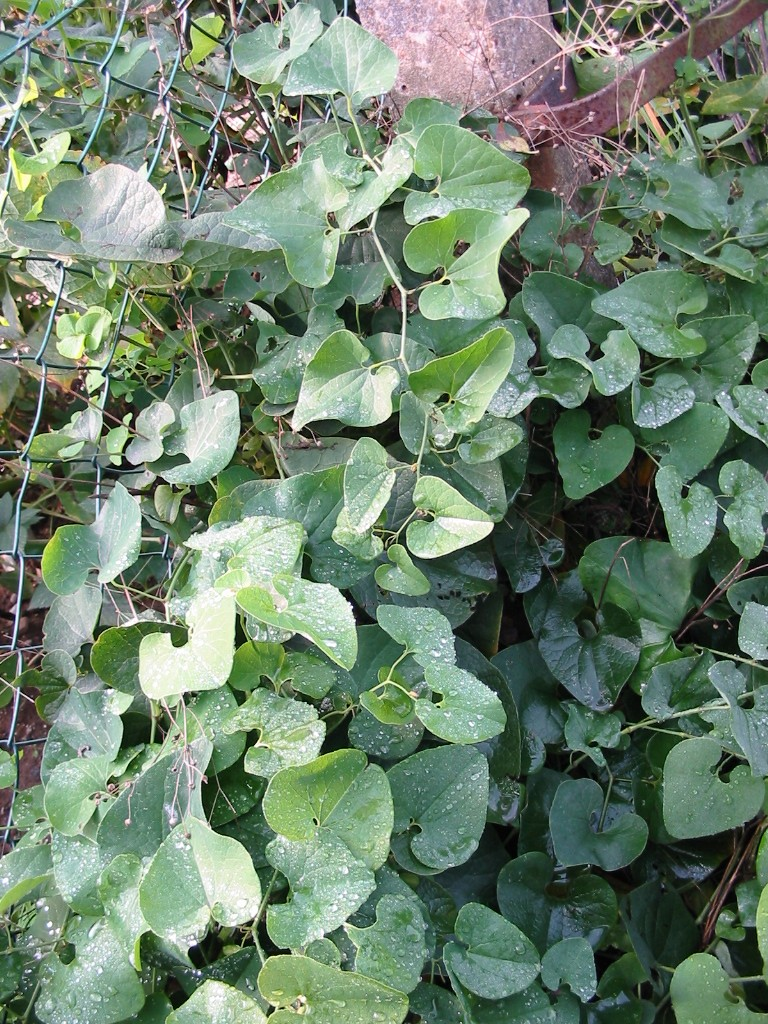
Enfiladissa
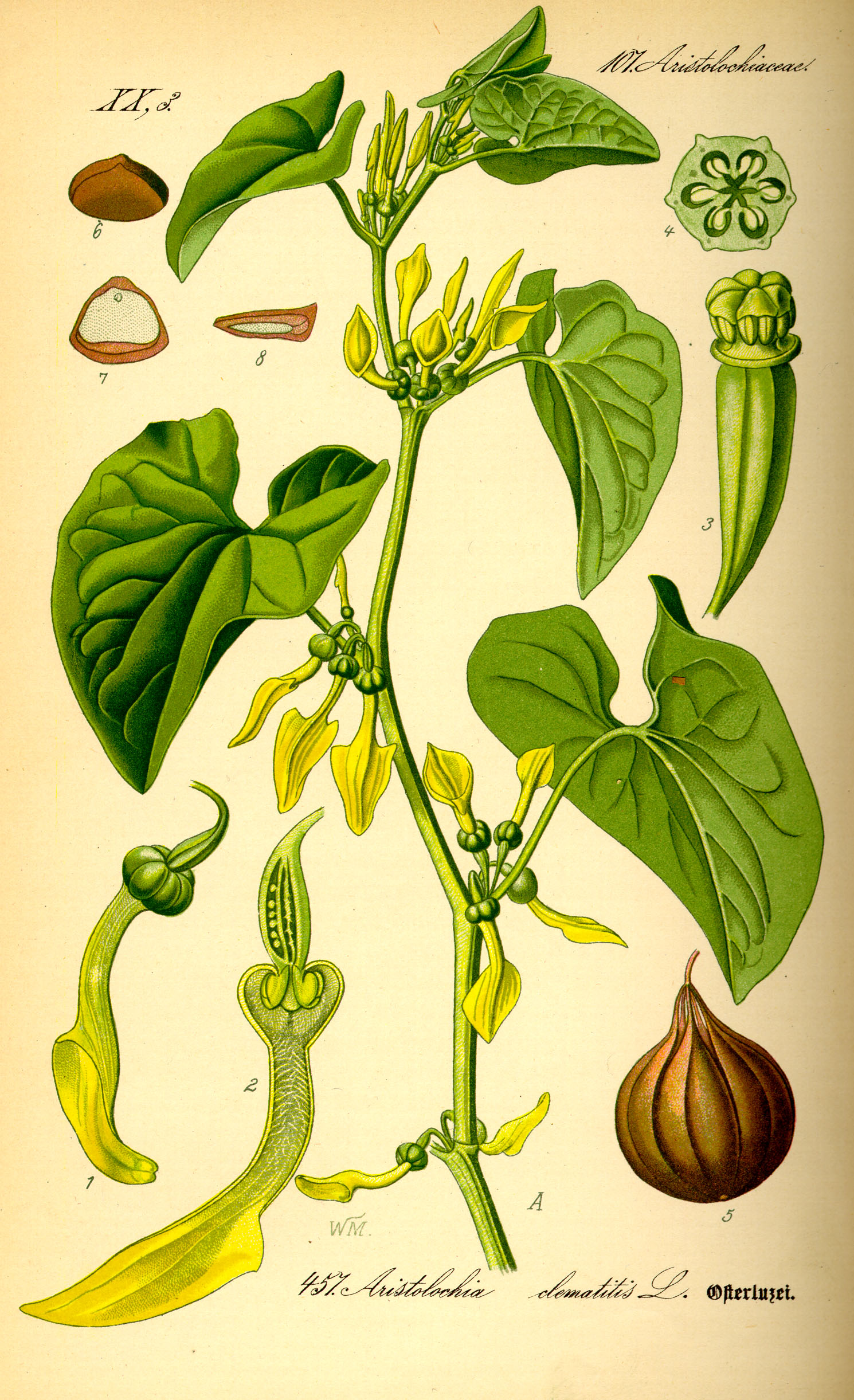
Dibuix de la planta del 1885